# Ján Horník
Ján Horník (* 18. června 1928) byl slovenský a československý politik, po sametové revoluci československý poslanec Sněmovny národů Federálního shromáždění za Kresťanskodemokratické hnutie.

## Biografie
Ve volbách roku 1990 zasedl za KDH do slovenské části Sněmovny národů (volební obvod Východoslovenský kraj). Ve Federálním shromáždění setrval do voleb roku 1992.
V roce 1995 ho sněm KDH zvolil předsedou rozhodčího stranického soudu. Na tomto postu je připomínán i k roku 1996, 1997 a 1999.